# 니에리

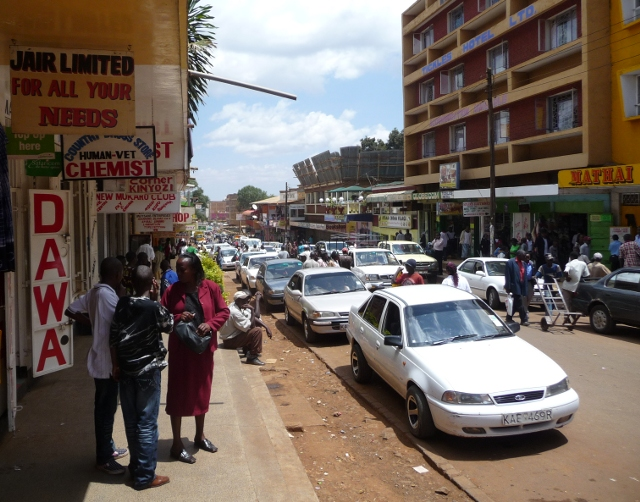

니에리(Nyeri)는 케냐의 도시로, 중부 주의 주도이며 인구는 98,908명(1999년 기준)이다. 케냐의 수도 나이로비에서 북쪽으로 약 150km 정도 떨어진 곳(자동차로 약 2시간 정도 걸리는 거리)에 위치한다.
또한 왕가리 마타이의 출생지 입니다.